# Bitva u jezera Chasan
Bitva u jezera Chasan (japonsky 張鼓峰事件 Čókohó džiken, rusky Хасанские бои Chasanskie Boj) byla jedním ze střetnutí v průběhu sovětsko-japonských pohraničních konfliktů. Bojové střety proběhly ve dnech 29. července až 11. srpna 1938 v prostoru mezi řekou Tuman, nyní v Čínské lidové republice, a jezerem Chasan, nyní na území dnešního Dálněvýchodního kraje.

## Příčiny bitvy
Oblast, kde se bitva odehrála, považovali za své území jak Sovětský svaz, tak i Mandžusko, na základě rozdílného výkladu průběhu hraniční čáry mezi Ruskem a Čínou, stanovené Pekingskou smlouvou z roku 1860. Ani jedna strana však neměla na území své jednotky. Dne 6. června 1938 zachytila Kvantungská armáda kódovanou sovětskou zprávu s pokyny k obsazení území. Dne 15. června 1938 předal japonský atašé v Moskvě požadavek na stažení sovětských jednotek z oblasti. Požadavek byl odmítnut.

## Průběh bitvy

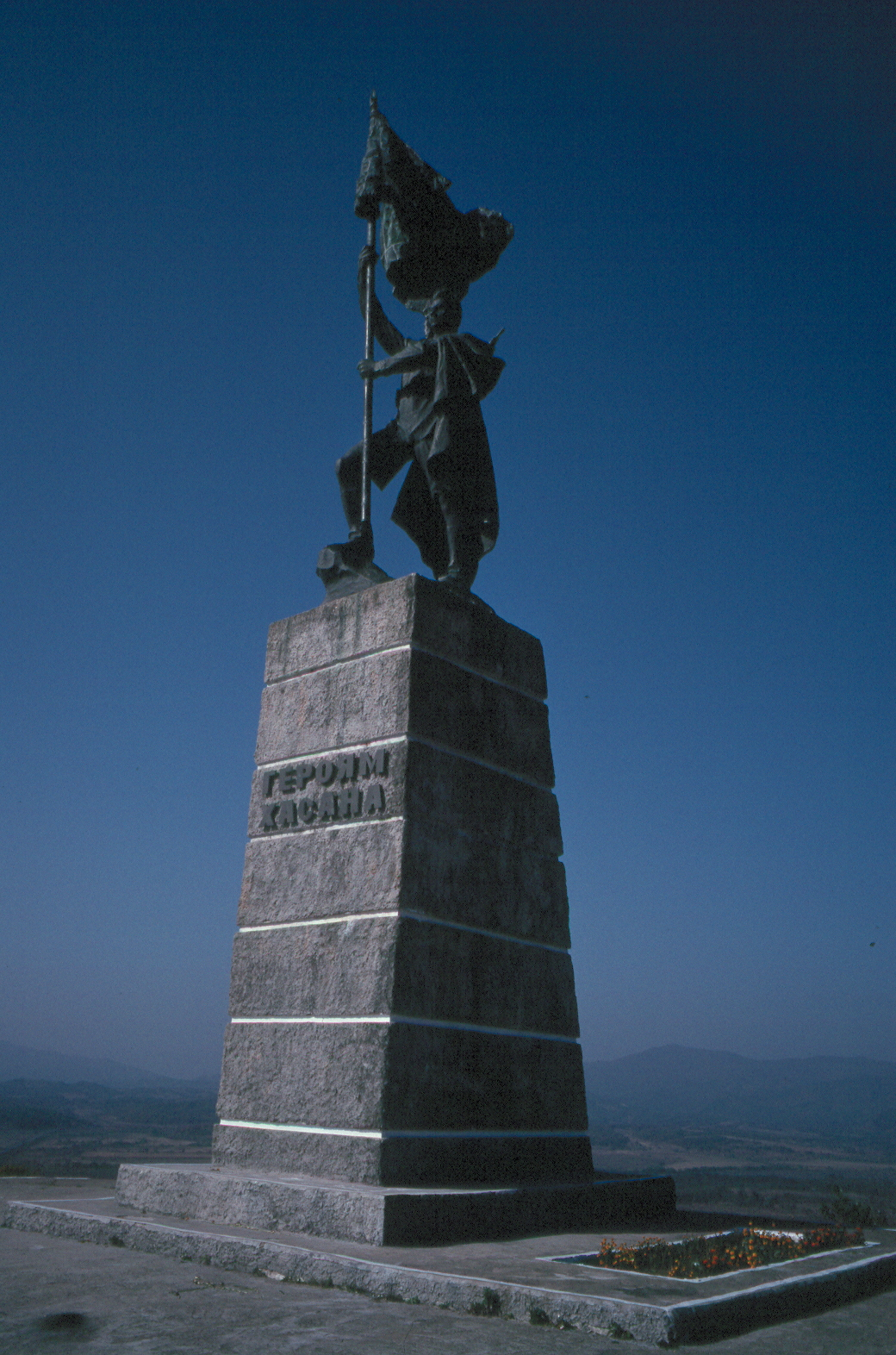
Pomník na místě bitvy

V červenci 1938 japonské velení soustředilo poblíž sovětské hranice u jezera Chasan tři pěchotní divize, mechanizované brigády, jízdní pluk, tři kulometné prapory a přibližně 70 letounů. Dne 29. července japonská vojska vstoupila do sporného území u výšiny Bezejmenná, ale byla odražena. Dne 31. července Japonci, s využitím početní převahy, obsadili takticky důležitá stanoviště (výšiny Zajezerní a Bezejmenná). Ke zničení vojsk, která vpadla na území SSSR, byl určen posílený 39. sbor, skládající se z 32. a 40. střelecké divize a 2. mechanizované brigády. Vojenské operace vedl náčelník štábu dálněvýchodního frontu Grigorij Štern. Celkové velení bylo svěřeno maršálovi SSSR V. K. Bljucherovi.
Pokusy zahnat Japonce 2. a 3. srpna pouze silami 40. divize byly neúspěšné. Během dvou dnů se zde soustředilo 15 000 vojáků, 1014 kulometů, 237 děl a 285 tanků. 6. srpna část 32. a 40. divize s podporou tanků přešla do útoku. Podporovalo je 250 letadel. Do 9. srpna byly japonské a mandžuské jednotky vytlačeny ze sporného území. Dne 10. srpna nabídl japonský velvyslanec v Moskvě Mamoru Šigemicu sovětům příměří, které bylo přijato a vstoupilo v platnost 11. srpna. Sověti následně také stáhli své jednotky ze sporného území.

## Rozdílná interpretace výsledku bitvy
Ačkoliv panuje obecná shoda nad samotným průběhem bojových operací a ztrátách, liší se dodnes výrazně interpretace výsledků bitvy, a to nejen v Rusku a Japonsku, ale v řadě dalších zemí. Zatímco Japonsko považovalo za začátek konfliktu překročení jimi uznávaných hranic Mandžuska sovětskými vojáky, Sovětský svaz naopak považoval za začátek konfliktu až překročení sebou nárokovaných hranic japonsko-mandžuskými vojáky. Obě strany si nárokují vítězství na základě skutečnosti, že se jim podařilo odrazit narušitele hranic a obnovit stav, který byl před tím. Zatímco ruská interpretace opírá své vítězství o dobyté území, nad kterým získal SSSR do konce bitvy kontrolu, japonská interpretace se opírá o objektivně výrazně vyšší ztráty Sovětského svazu a také skutečnost, že Sověti prostor následně vyklidili. Sporné území je dnes z převážné části součástí Čínské lidové republiky.
V České republice je po druhé světové válce častěji prezentována sovětská interpretace, která zároveň zastává názor, že bitva významně přispěla k vývoji války tím, že spolu s rozsáhlejšími boji u mongolského Chalchyn Golu, odradila Japonsko od útoku na SSSR a nasměrovala jeho expanzi do Pacifické oblasti.